# トラックレース

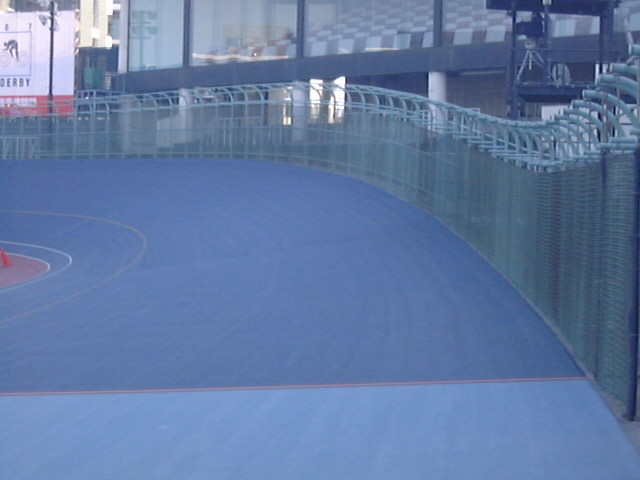
1周400m走路の自転車トラック（平塚競輪場）

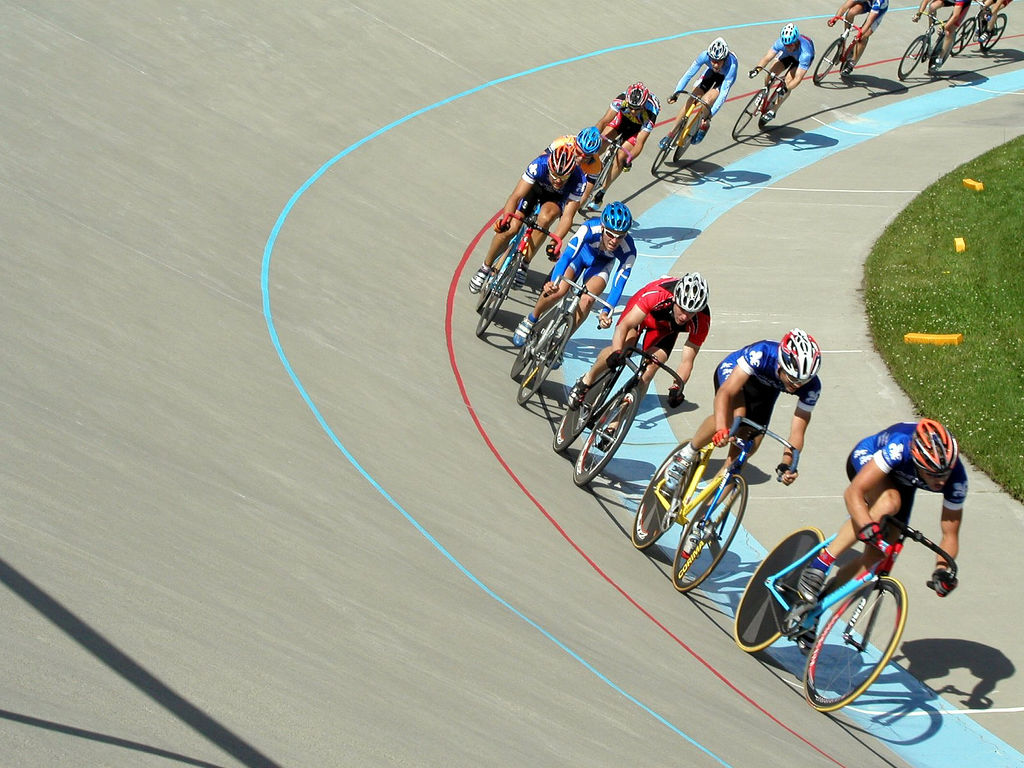
自転車トラックレース

トラックレースとは、陸上競技や自転車競技において、競技場のトラックを周回するレース（競走・競争競技）のこと。ここでは自転車競技（英: Track cycling）について説明する。その競技場のことを自転車競技では、自転車競技場や競輪場と呼ぶ｡

## 概要
自転車競技場の走路（バンクまたはトラック）は、板張り・コンクリート・ウォークトップ（軟らかいアスファルト）などで舗装されており、カーブは全速力でも速度を落とさず走れるよう走路に傾斜（バンク）を付けている。一周の長さは海外では250mが多いが、日本では競輪の法律が影響していて400m～500mとなっている所がほとんどである。なお333.3mの走路もあるが、これは3周で1000mの扱いとなっている。自転車はトラックレーサーが用いられる。

## 起源及び歴史
起源については定かではないが、1878年にイギリスのイズリントンにある、ロイヤル・アグリカルチュラル・ホール（現 ビジネス・デザイン・センター）において、6日間レースの起源となる、1000マイルレースが行なわれていることや、1888年にデンマークにおいて、車券発売が施された自転車レース（競輪） が開始されたことから考えると、1870～1880年代には既に行なわれていたと考えられる。また1893年に、第1回の世界選手権自転車競技大会が、アメリカ合衆国のシカゴで開催されたが、同大会は1920年まで、トラックレースのみの開催であった。
また、種目の起源については、各国にまたがっている。例えば、ケイリンは承知の通り日本が発祥であるが、個人スプリントはフランス、チームスプリントはイタリア、フライングタイムトライアルはカナダ、マディソンはアメリカとなっている。

## オリンピック及び世界選手権採用種目

### オリンピック種目変更
2009年12月13日、国際自転車競技連合(UCI)が国際オリンピック委員会(IOC)に男女平等の種目数の方針に基づき、2012年開催予定のロンドンオリンピックにおいて、男女5種目ずつの実施を提案したところ、IOC理事会がこれを了承した。
これにより、男・女ポイントレース、男・女個人追い抜き、男子マディソンは除外となり、代わって、男・女オムニアム、女子ケイリン、女子チームスプリント、女子団体追い抜きが採用されることとなった。

### スプリント
主に2人で競い、決められた周回をゴールするまで走る。途中での位置取りをめぐる駆引きが勝敗に大きく影響し、その中で相手を牽制するために足を付かずに停止したりする事もある。停止してバランスを保つテクニックをトラックスタンドという（ただし現在は完全に停止することや逆走は禁止となっている）。この間、選手たちは、その後の展開に有利になるようそれぞれポジション取りや体力温存などを考えながら進んでゆく。 
中野浩一が世界自転車選手権で10連覇を成し遂げた種目として、日本でも注目されて認知度が高くなった。なお、下述のチームスプリントやタンデムスプリントと区別するため、個人スプリントと表記されることもある。さらに、1984年まではスクラッチという名称であったが、下述のスクラッチ種目との関連性はない。

250mを3周(計約750m)する。予選は、ラスト1周の最後の200mのタイムでタイム上位選手が決勝に進む。決勝戦はルールがかわり心理戦も含まれるためスピードだけで勝てるというわけではない。

### チームスプリント
トラックを3人のチームで3周回する。次々に先頭が1周回ごとに外れてゆき、最後の1名によるタイムで競う｡
この種目の原型はイタリアンチームレースというもので、4人編成で行われた。日本では、イタリアンチームレースとしては、1969年から1998年までの間、高校総体で行われていたが、1999年より3人編成のチームスプリント（2001年まではオリンピックスプリントという名称）に取って代わられた。1995年に世界自転車選手権において正式採用された他、2000年のシドニーオリンピックより、夏季オリンピックにおいても正式種目となった。シドニーオリンピック当時はオリンピックスプリントという名称の種目であった。2004年アテネオリンピックで日本チームが銀メダルを獲得した。
2012年のロンドンオリンピックより女子の種目も加わる。但し、女子は1チーム2人編成。

### ケイリン
日本発祥の公営競技である競輪を元に作られた競技で、それと区別するためカタカナで「ケイリン」と表記される。
現在では国際自転車競技連合（UCI） によって"KEIRIN"の名で正式種目と認定されており、世界選手権やオリンピックなどの国際大会でも競技が行われている。オリンピックでは、2000年シドニーオリンピックより男子競技が採用されたことで、柔道に続いて日本生まれのスポーツとして2番目にオリンピック正式種目になった。2012年ロンドンオリンピックからは女子競技も採用された。
自転車競技種目のケイリンは、主に6名以上の選手で争われ、基本的なルールは競輪の先頭固定競走とほぼ同じである。最大7名の選手が約1500m(約6周)の距離を走り、フィニッシュラインを通過した着順で順位が決まる。選手とは別に先頭誘導員が1人いて、電動アシスト自転車、またはデルニー（モペッドの一種）を使い、決められた周回を先頭で空気抵抗を減らしながら走る。なお先頭誘導員がいるのは、一番前にいる選手が風の抵抗を受けて不利になるのを避けるためである（公営競技としての競輪においては、誘導員は自力で自転車を動かす）。そして誘導員が審判の合図により先頭を外れて圏内線の中へ退避する辺りから本格的に競走が始まり、各々1着でゴールできると思った位置からダッシュをかける。ペースメーカーは最初は30km/hで走り、徐々に50km/hまで加速していき、残り約750m(約3周)になるとトラックから離れる。そこからは最大7名の選手だけでのスプリント競争となる。前半3周の間、選手達は、その後の展開に有利になるように各自ポジション取りや体力温存などを考えながら進んでゆく。
選手同士の連携は公営競技としての競輪とは異なりそれほど重視されない。そのため、競輪とは異なる戦術・技術を必要とする場合も多く、日本のトップ競輪選手といえども国際大会のケイリンにおいて強さを発揮できるとは限らない。日本の「競輪」のように333m, 400m, 500mの最後1周を競うのと違い約2.25倍から1.5倍ほどスプリントの距離が長いため心理戦を含め、速さと総合的な力やスタミナや後半の粘りが要求される。
各組2人から4人が先着トーナメント方式で勝ち上がる。また敗者復活戦もあり、その勝者は準々決勝あたりで合流して勝敗の行方が面白くなる。
使用する自転車は、男子の競輪用自転車とは異なる。
公営競技の競輪においても、このトラックレースのケイリンとほぼ同じルールで行われる「250競走」（PIST6）が、2021年10月より千葉県千葉市の千葉JPFドーム（TIPSTAR DOME CHIBA）で開催されている。

#### 世界自転車選手権、オリンピック種目への道

##### 世界自転車選手権種目への道
1977年に中野浩一がプロ・スクラッチ（現在のスプリント）種目で優勝したことを受け、日本自転車競技連盟（日本車連）がUCIに競輪の同大会採用を打診。
1978年、西ドイツ・ミュンヘン大会において、中野浩一ら、日本の競輪選手だけでデモンストレーションレースが行われる。
1979年、オランダ・アムステルダム大会において、外国人選手も交えたオープンレース（公開競技）が行われる。
1980年、フランス・ブザンソン大会において、プロだけの種目として、正式に「ケイリン」として採用されることが決まった。しかし、日本国内で行われる競輪とは似ても似つかぬものだった。ひいてはここから今もなお、競輪とケイリンは別物の競技であるという見方がされている。
誘導員がスタートラインを通過後に号砲が打ち鳴らされるという方式は今も変わらないが、当時は縦一列のスタート方式が取り入れられ（スタート順は抽選によって決められた）、しかも誘導のペースは初手から速く、スタート順が後方に置かれた選手は著しく不利となった。
初代同大会ケイリン優勝者はオーストラリアのダニー・クラークであった。
1987年、オーストリア・ウイーン大会において、本田晴美が日本人選手として初の同種目優勝（その後、本田以外に同大会を優勝した日本人選手は一人もいない）。
1990年、前橋大会開催期間中に行われたUCI総会にて、3年後のプロ・アマオープン化を睨んで、当時プロの種目しかなかったケイリンの今後の処遇が検討される。つまり、同大会の種目から除外される可能性があった。ドミフォン、タンデムスプリントについても同様に検討された結果、両種目はプロ・アマオープン化の種目として相応しくないという決定がなされ、まもなく除外されることになった。
何とか同大会からの種目除外を免れたい日本車連側は、当時ケイリンが行われていなかった諸国への技術指導等を含め、アマチュア側に対しケイリンの普及を図ることを約束。一方、日本車連は、競輪とは似ても似つかぬレース内容になっていることに対して改善を申し入れ、縦一列のスタート方式ではなく、日本で行われている横一列のスタート方式に改めるよう働きかけ、1992年のスペイン・バレンシア大会より、横一列のスタート方式に改められた。
1993年のノルウェー・ハマール大会より、プロ・アマオープン大会として同種目は新たにスタートを切った。

##### オリンピック種目への道
1996年アトランタオリンピックより、同大会の自転車競技もプロ・アマオープン化されることにつき、日本車連はオリンピックにおいても、ケイリンの採用を打診。既にアトランタでの実施種目は決まっていたため、2000年に行われるシドニーオリンピックの正式採用を目指した。
日本車連側は、既に1980年より世界自転車選手権において採用されていることや、日本競輪選手会の協力をもとに、世界各国へ技術指導等を含めた普及活動を行ったことを日本オリンピック委員会（JOC）を通じ、国際オリンピック委員会（IOC）にPR。その結果、1996年12月に行われたIOC総会において、ケイリンは正式種目として、4年後のシドニーオリンピックでの採用が決まった。同大会の初代優勝者はフランスのフロリアン・ルソー。
上述のとおり、ケイリンは日本生まれの五輪種目としては柔道（1964年の東京オリンピックより正式採用）に続いて史上2例目となった。2008年の北京オリンピックでは永井清史が日本人初となる銅メダルを獲得した。
2009年12月に行われたIOC理事会において、オリンピック男女平等種目数の方針に基づき、UCIにより提案されたケイリン女子も、2012年のロンドンオリンピックから正式種目として採用することが承認された。これをきっかけに、日本でもガールズケイリンが復活することとなる。

### 団体追抜競走
英語で「チームパーシュート」とも。3人から4人のチームで個人追抜競走と同じルールで行う。コーナーを使っての先頭交代が作戦の鍵を握る。ゴール地点では3人目がゴールした時点で記録が認められる。これも時間は参考記録。
2012年のロンドンオリンピックより女子の種目も加わる。当初、女子は1チーム3人編成であったが、2016年のリオデジャネイロオリンピックより女子も1チーム4人編成で実施。

### オムニアム
2007年の世界選手権（男子）で初採用された種目。2009年の世界選手権より、女子にもこの種目が設けられた。1日間で以下の4種目を順番通りに行う
1. スクラッチ (エリート男子10km、エリート女子7.5 km)
2. テンポレース
3. エリミネイション
4. ポイントレース (エリート男子25km、エリート女子20km)

各種目の順位を順位点として優劣をつけ、3種目終了時点の総合点を持ち点として最終種目のポイントレースを行い終了時点で最高得点の選手が1位となる。同点時の扱いはポイントレースの規則に準ずる。なお、1種目でも出走しないと全部棄権扱いになる。
オリンピックでは2012年のロンドンオリンピックより男女とも初採用された。

### マディソン
ある決められた距離と時間内で、2人組で交代(タッチして)しながらポイントレースを行う。休んでいる時は外側のラインを走りながら交代のタイミングを見計らう。詳しくはマディソンを参照。
オリンピックでは男子のみの種目であったため、男女同数の種目を行うという趣旨にそぐわないとして、2008年の北京オリンピックを最後に除外されたが、2020年の東京オリンピックより男女ともオリンピック種目として復活することになった。

## 世界選手権採用種目

### ポイントレース
20人から30人の人数で（男子最高50km以内、女子もあり）で行う｡決められた周回ごと（10周おきが多数）に1着から4着の走者にポイントが与えられる。周回遅れの走者（最後尾）に追いついた場合にも追いついた走者には大きなポイントが与えられる。ただし、その場合順位が変更になる、追い付いた走者は、最後尾より一つ前の順位、二位から最後尾より手前の走者が順位を一つ上げる、最後尾の順位は変わらない。最後のゴールでのポイント数が多い者が勝者になる。(ABCDEFの順序でAがFを抜いた場合は、Aに大きなポイントが加算され、順序はBCDEAFとなる。)ポイント数が同じときはフィニッシュ時の着順で決まる。
2008年の北京オリンピックを最後に、男女ともオリンピック種目から除外された。

### 個人追抜競走
英語由来で「パーシュート」または「インディヴィデュアルパーシュート」とも呼ぶ。この種目は2人がホームとバックの同じ距離で離れた位置からレースをスタートして、どちらかが規定の距離を先に完走するか、途中で相手を追抜いた時点で勝敗が決まる、男子では4km、女子では3kmの距離が基本。時間が計測されるが、参考としての記録となる｡
2008年の北京オリンピックを最後に、男女ともオリンピック種目から除外された。

### タイムトライアル
決められた距離を時間で争う。一般的な競技スタイルは、スタンディングスタート（静止状態からスタート）形式が取られ、男子は1000m、女子は 500mで行なわれる。
- 世界記録
  - 男子1km 
    - 56秒303 フランソワ・ペルヴィス (フランス) 2013年12月7日 アグアスカリエンテス (メキシコ)

  - 女子500m 
    - 32秒836 アンナ・メアーズ (オーストラリア) 2013年12月6日 アグアスカリエンテス (メキシコ)

男子は第1回の近代オリンピック開催となる、1896年のアテネオリンピックから採用（但しこのときは333m。1000mで行なわれるようになったのは、1928年のアムステルダムオリンピックから）され、女子も2000年のシドニーオリンピックから採用されたものの、2008年の北京オリンピックより、BMXが採用されることになり、その代わりに男女ともに2004年のアテネオリンピックを最後に、オリンピック種目から除外された。
一方、カナディアンタイムトライアル と言われることもある、フライングスタート形式のタイムトライアル（FTT、Flying Time Trial）もある。これは助走した状態からスタートして時間の優劣を決するものである。個人スプリントの予選専門種目として、200mタイムトライアルが行われるが、これもフライングスタートである。
- 世界記録
  - 男子200m
    - 9秒347 フランソワ・ペルヴィス (フランス) 2013年12月7日 アグアスカリエンテス (メキシコ)

  - 女子200m
    - 10秒384 クリスティーナ・フォーゲル (ドイツ) 2013年12月7日 アグアスカリエンテス (メキシコ)

  - 男子500m 
    - 24秒758 クリス・ホイ (イギリス) 2007年５月13日 ラパス (ボリビア)

  - 女子500m 
    - 29秒655 エリカ・サルミャーエ (ソ連)　1987年8月6日　モスクワ (ソ連)

### スクラッチ
世界自転車選手権では、2002年より男女とも実施されている。
20から30人くらいの選手数で行われるのはポイントレースと一緒だが、中間にポイントを獲得する地点はなく、成績はフィニッシュ地点の順位で決まる。
UCIの規則では男子15Km以上、女子は10km以上、という距離の規定があるが、予選ラウンドにおいてはより短い距離も認められている。道中、集団から抜け出しを図ってアタックをかけるといったプレーも随所に見られることから、ロードレースの戦術と類似している部分が少なくない。長い距離を走る個人戦ゆえに、トラック版ロードレースと称されることもある。

## その他

### アンノンディスタンス
選手には走る距離を知らせないレース。集団でレースを展開しながら合図があってから、最初の取り決めた周回数を消化してゴールする。合図があるまでの集団での位置取りがレースの見所。

### ミスアンドアウト
周回ごとに最後の走者か 2人をレースから除外してゆき、決められた人数になったときに決められた周回を回りゴールする。少し複雑な頭脳プレイを要求される。エリミネーションともいう。徐々に人数が減少していくことから自転車版「椅子取りゲーム」ともいう。

### ドミフォン
前のオートバイ（ペーサー）、後の自転車（ステイヤー）の2人1組で走る。先導のオートバイは誘導される自転車が接触して転倒するのを防ぐため、後輪の更に後ろにローラー付きバンパーを張り出させた特殊な作りになっている（接触するとローラーは触れた車輪に沿って回る）。またドミフォン用のトラックレーサーは、他の種目の車種に比べて、ギヤ比8倍でチェーンリング（前ギヤ）が極端に大きい。決められた時間内での周回数で勝敗が決まる。ステイヤーがペーサーに近ければ近いほど空気抵抗が少なくなるので、チームのコンビネーションがよいことも重要な要素になる。騒音の関係で大抵野外の競技場で行われる。
1893年に開始された世界選手権自転車競技大会においても第1回の大会から採用された種目であったが、1994年の大会を最後に廃止されて以降は、この種目の開催そのものがめったに行われなくなった。オートバイではなくデルニー（モペッドの一種）がペーサーとなって行われる「デルニーレース」については現在6日間レースにて行われているが、ルール等についてはドミフォンと類似している。

### 速度競走
国民体育大会、全国高校総合体育大会などで行われている種目。概ね4000メートルで行われ、出場選手9人から12人で争う。予め与えられた先頭責任回数を完了する（有利不利に関係なくライバルの風除けとなる）ことが求められ、着順の優劣は、それを完了した選手の中から、最終ゴール到達の早い順番につけられる。責任を完了していない選手が完走した場合、失格にはならないが、順位は完了した選手よりも劣ることになる。

### タンデムスプリント
1906年のアテネオリンピック（現在は非公式大会となっている）から、1972年のミュンヘンオリンピックまで、オリンピック種目として採用された種目。タンデム自転車を使用し、2人1組で行なわれる。ルールは個人スプリントと類似しているが、概ね、個人スプリントの倍の周回数で行なわれる点が異なる。世界選手権でも1994年まで採用されていた種目であったが、1993年に実施されたプロアマオープン化の余波を受けて競技者数が激減したため、姿を消した。しかしパラサイクリングの種目として、パラリンピックやパラサイクリング世界選手権において実施されている。

### 3ポイントゲーム
日本で開催が予定されている「バンクリーグ」のオリジナルルール。3～4人で1チームを組み、2チーム同時にスタートする。3周目の終了時に最初のポイントが与えられ、その後は1周おきとなり3ポイントを先取した側が勝利となる。周回数は7～11周を予定している。

## アワーレコード
1人が1時間でどれだけの距離を走れるかを競う1時間競走の自転車版である。この節では主にUCIのレギュレーションによるものについて述べる（節の最後に付けた一覧などでは、流線型のカウル付きのリカンベントによるものも含めた記録についても述べる）。フランチェスコ・モゼールは「頭がおかしくないと挑戦できない」、エディ・メルクスは「寿命が三年縮んだ」と発言しており、一般的な自転車競技のトップ選手でも挑戦には困難を伴うとされ、競技中は肉体的にも精神的にも非常に苦しいという。そのため、挑戦すること自体が名誉とされ、記録を更新した者は、自転車競技の歴史に名を残すほど讃えられている。
この種目は他のトラック種目に比べ長距離を停止せずに走る必要があることから、過去のレコードホルダーにはメルクスやジャック・アンクティル、ミゲル・インドゥラインなど、主にロードレースで活躍する（中でもタイムトライアルを得意とする）選手が数多く名前を連ねている。また、クリス・ボードマンのようにロードレース選手でありながらアワーレコードの更新に重きを置く者や、グレアム・オブリーのようにトラック選手だが「アワーレコード職人」とも呼ぶべき特化選手も存在している。
1990年代に入り機材の改良が進むと、「スーパーマン」スタイルなど一般的なものとは異なる乗車ポジションを取る自転車による記録更新が相次いだ。これを受けてUCIは2000年に規則改正を行い、1972年にメルクスが使用したコルナゴ製と同様の、一般的なトラックレーサースタイルの自転車による記録のみを公式の「アワーレコード」と認め、それ以後に作られた専用車両による記録は「UCIベスト・ヒューマン・エフォート」として非公認扱いとすることとした。

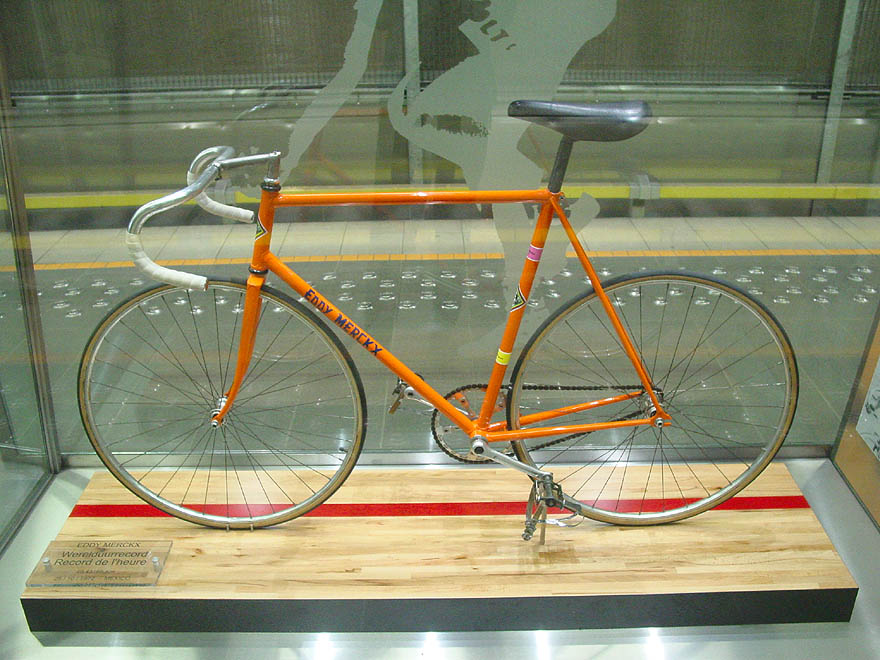
メルクスが1972年にメキシコで当時のアワーレコードを達成した際に乗っていたコルナゴ製トラックレーサー

この改正により、空力効果のあるヘルメット やディスクホイール、バトンホイール、モノコックフレームを持つ自転車、ファニーバイク（前輪が極端に小さいフレーム形式の自転車）などを使用した場合は、全て「ベスト・ヒューマン・エフォート」扱いになった。
- 2000年制定規則下での記録の変遷
  - エディ・メルクス 49.431 km（1973年10月25日 - 2000年10月27日）
  - クリス・ボードマン 49.441 km（2000年10月27日 – 2005年7月19日）
  - オンドジェイ・ソセンカ 49.700 km（2005年7月19日 – 2014年9月18日）

このため一時アワーレコードへの挑戦を行う選手が激減したが、2014年5月にUCIは再び規則改正を行い、使用できる機材を「トラック競技に準じる」と定めた。UCIトラックレースの規則に則りエアロヘルメットやディスクホイール・エアロバーなどの使用が再び認められたことで、再び挑戦と記録更新への機運が高まった。
ルール再改正直後の2014年9月にはイェンス・フォイクトが51.115 kmの新記録を樹立した。それを皮切りに有力選手の挑戦と記録更新が続き、2022年には男女とも公認記録が「ベスト・ヒューマン・エフォート」を上回った。
- 2014年制定規則下での記録の変遷
  - イェンス・フォイクト 51.115 km（2014年9月18日 – 2014年10月30日）
  - マティアス・ブレンドレ 51.852 km（2014年10月30日 – 2015年2月8日）
  - ローハン・デニス 52.491 km（2015年2月8日 – 2015年5月2日）
  - アレックス・ダウセット 52.937 km（2015年5月2日 – 2015年6月7日）
  - ブラッドリー・ウィギンス 54.526 km（2015年6月7日 – 2019年4月16日）
  - ヴィクトール・カンペナールツ  55.089 km（2019年4月16日 - 2022年8月18日）
  - ダニエル・ビガム（英語版） 55.548 km（2022年8月19日 - 2022年10月7日）
  - フィリッポ・ガンナ 56.792 km（2022年10月8日 - ）

IHPVA（International Human Powered Vehicle Association、国際人力車両協会）/WHPVA（World Human Powered Vehicle Association、世界人力車両協会）が認定するアワーレコードはカウル付きリカンベントなど、トラックレーサーやロードバイク以外のバイクの使用が認められている。

### 現在の記録
男子
- UCIアワーレコード
  - フィリッポ・ガンナ（イタリア） - 56.792km（2022年10月8日、スイス、グレンヒェン（英語版））
- UCIベスト・ヒューマン・エフォート
  - クリス・ボードマン（イギリス） - 56.375 km（1996年9月7日、イギリス、マンチェスター）
- IHPVA/WHPVA認定アワーレコード
  - フランチェスコ・ルッソ - 92.432 km (2016年6月26日、ドイツ、クレトヴィッツ）

女子
- UCIアワーレコード
  - エレオノラ・ファン・ダイク（オランダ） - 49.254 km（2022年5月23日）
- UCIベスト・ヒューマン・エフォート
  - ジャニー・ロンゴ（フランス） - 48.159 km（1996年10月7日）
- IHPVA/WHPVA認定アワーレコード
  - Barbara Buatois（フランス） - 84.02 km (2009年7月19日）

## 競輪
日本の自転車競技の中で、トラック種目はプロフェッショナルの競輪が有名｡「NJS規格」に適合した部品のみで構成される専用自転車（トラックレーサー、ピストレーサーとも）を使用する。
競輪は第二次世界大戦の終わりから、後の日本自転車振興会（現・JKA）が運営するようになった。一時期は女性の競輪もあったが、2012年7月より「ガールズケイリン」として復活している。
なおプロの競輪選手もケイリン競技に参加している。